# Cartal, Ismail
Cartal, întâlnit și sub forma Orlovca (în ucraineană Орлівка, transliterat: Orlivka) este un sat în Comuna Reni din raionul Ismail, regiunea Odesa (Ucraina). Are 3,047 locuitori, preponderent moldoveni (români).
Satul este situat la o altitudine de 21 metri, pe malul estic al Lacului Cahul, pe malul vestic al Lacului Cartal și pe malul nordic al Dunării, în partea de sud a raionului Reni. El se află la o distanță de 24 km de orașul Reni. 
Până în anul 1947 satul a purtat denumirea oficială de Cartal (în ucraineană Картал), în acel an el fiind redenumit Orlîvka.

## Istoric
În secolul al II-lea înainte de Hristos, pe teritoriul actual al localității (la marginea de vest a satului) s-a așezat un trib de origine celtică întemeind Cetatea Aliobrix. Aceasta a devenit ulterior o fortăreață romană .
Prin mijlocul satului de azi trece o porțiune a Valului lui Traian, complex de fortificații cel mai probabil construit de către bizantini în secolele X-XI în timpul împăraților Ioan I Tzimiskes și Vasile al II-lea. 
Prima atestare documentară a satului Cartal are loc în lucrarea Descriptio Moldaviae (Descrierea Moldovei), scrisă de către voievodul cărturar Dimitrie Cantemir în limba latină în perioada 1714-1716. Este descris acolo astfel: "Cartal, așezat pe Dunăre, la vărsarea Ialpuhului, față în față cu Isaccea, o cetate fără însemnătate" . Denumirea satului provine din limba tătară și înseamnă vultur (șoim).
Prin Tratatul de pace de la București, semnat pe 16/28 mai 1812, între Imperiul Rus și Imperiul Otoman, la încheierea războiului ruso-turc din 1806 – 1812, Rusia a ocupat teritoriul de est al Moldovei dintre Prut și Nistru, pe care l-a alăturat Ținutului Hotin și Basarabiei/Bugeacului luate de la turci, denumind ansamblul Basarabia (în 1813) și transformându-l într-o gubernie împărțită în zece ținuturi (Hotin, Soroca, Bălți, Orhei, Lăpușna, Tighina, Cahul, Bolgrad, Chilia și Cetatea Albă), capitala guberniei fiind stabilită la Chișinău . 
La începutul secolului al XIX-lea, conform recensământului efectuat de către autoritățile țariste în anul 1817, satul Cartal făcea parte din Ocolul Cahulului a Ținutului Ismail . 
În urma Tratatului de la Paris din 1856, care încheia Războiul Crimeii (1853-1856), Rusia a retrocedat Moldovei o fâșie de pământ din sud-vestul Basarabiei (cunoscută sub denumirea de Cahul, Bolgrad și Ismail). În urma acestei pierderi teritoriale, Rusia nu a mai avut acces la gurile Dunării. În urma Unirii Moldovei cu Țara Românească din 1859, acest teritoriu a intrat în componența noului stat România (numit până în 1866 "Principatele Unite ale Valahiei și Moldovei"). În urma Tratatului de pace de la Berlin din 1878, România a fost constrânsă să cedeze Rusiei acest teritoriu.
După Unirea Basarabiei cu România la 27 martie 1918, satul Cartal a făcut parte din componența României, în Plasa Reni a județului Ismail. Pe atunci, majoritatea populației era formată din români. La recensământul din 1930, s-a constatat că din cei 2.584 locuitori din sat, 2.517 erau români (97.41%), 32 ruși (1.24%), 23 bulgari (0.89%), 3 țigani, 1 ungur, 1 grec, 1 găgăuz, 3 alții . 
Ca urmare a Pactului Ribbentrop-Molotov (1939), Basarabia, Bucovina de Nord și Ținutul Herța au fost anexate de către URSS la 28 iunie 1940. După ce Basarabia a fost ocupată de sovietici, Stalin a dezmembrat-o în trei părți. Astfel, la 2 august 1940, a fost înființată RSS Moldovenească, iar părțile de sud (județele românești Cetatea Albă și Ismail) și de nord (județul Hotin) ale Basarabiei, precum și nordul Bucovinei și Ținutul Herța au fost alipite RSS Ucrainene. La 7 august 1940, a fost creată regiunea Ismail, formată din teritoriile aflate în sudul Basarabiei și care au fost alipite RSS Ucrainene .
În perioada 1941-1944, toate teritoriile anexate anterior de URSS au reintrat în componența României. Apoi, cele trei teritorii au fost reocupate de către URSS în anul 1944 și integrate în componența RSS Ucrainene, conform organizării teritoriale făcute de Stalin după anexarea din 1940, când Basarabia a fost ruptă în trei părți. 
În anul 1947, autoritățile sovietice au schimbat denumirea oficială a satului din cea de Cartal în cea de Orlîvka. În anul 1954, Regiunea Ismail a fost desființată, iar localitățile componente au fost incluse în Regiunea Odesa.
Începând din anul 1991, satul Cartal face parte din raionul Reni al regiunii Odesa din cadrul Ucrainei independente. În prezent, satul are 3.047 locuitori, preponderent moldoveni (români).

## Demografie
Componența lingvistică a comunei Cartal
     Română (95,37%)
     Rusă (1,61%)
     Ucraineană (1,25%)
     Alte limbi (1,01%)
Conform recensământului din 2001, majoritatea populației comunei Cartal era vorbitoare de română (95,37%), existând în minoritate și vorbitori de rusă (1,61%) și ucraineană (1,25%).
- 1930: 2.584 (recensământ)
- 1940: 2.938 (estimare)
- 2001: 3.047 (recensământ)

## Cultura
În sat este o școală cu predarea în limba română  și un ansamblu de dansuri populare - „Opincuța”. 
Locuitorii satului Cartal sunt în majoritate de religie ortodoxă. În anii '40 ai secolului al XX-lea, biserica din Cartal a fost închisă și transformată în depozit pentru materiale de construcții (var, ciment) sau pentru alimente (cartofi, legume). În anul 1992, după destrămarea URSS, depozitul a fost închis, iar lăcașul de cult renovat pentru a găzdui un muzeu de istorie. Abia după doi ani de cereri susținute la autoritățile raionale, s-a reluat săvârșirea de slujbe ortodoxe în limba română în lăcașul de cult din Cartal .

## Galerie de imagini

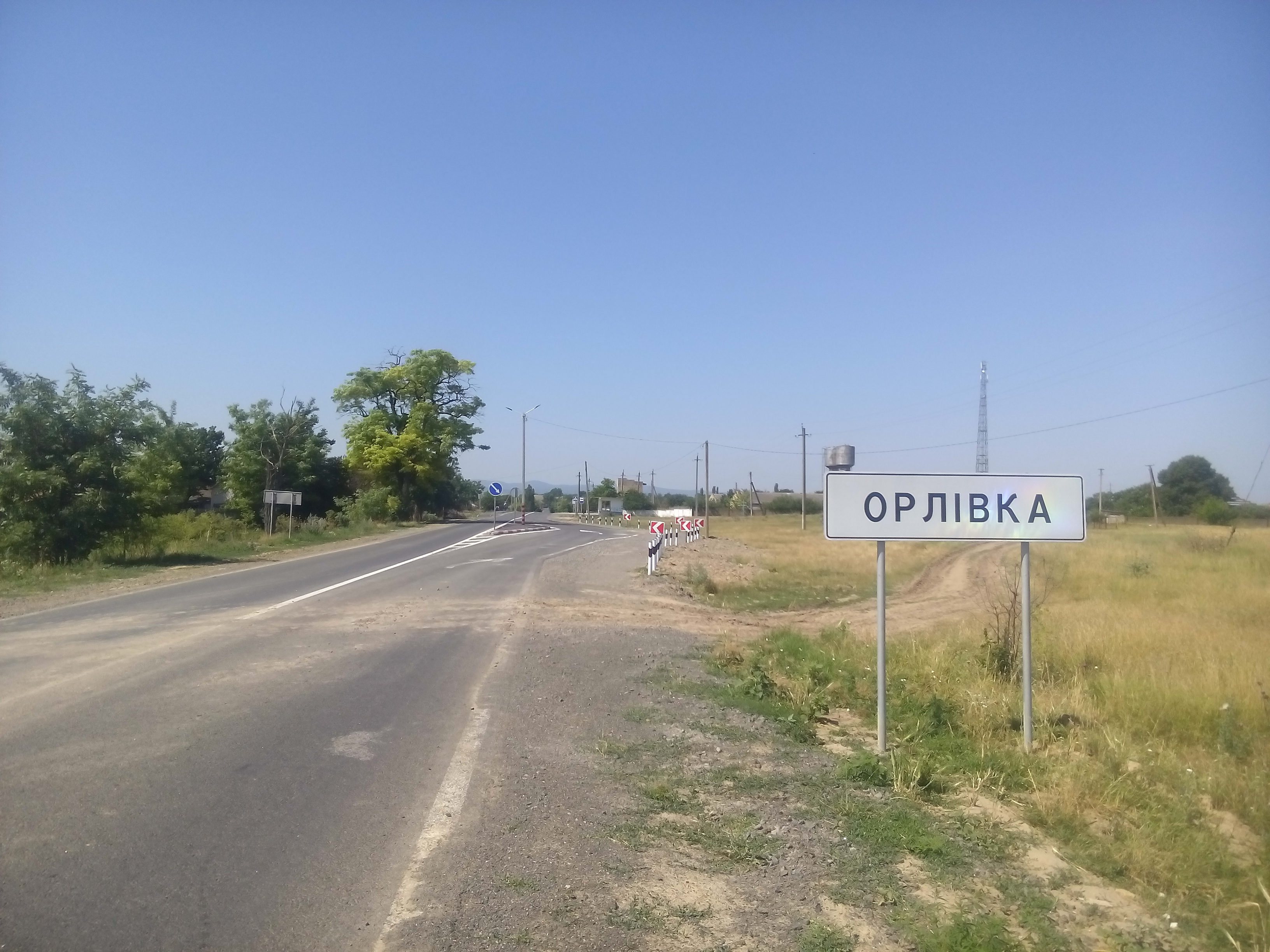
Intrarea în localitate
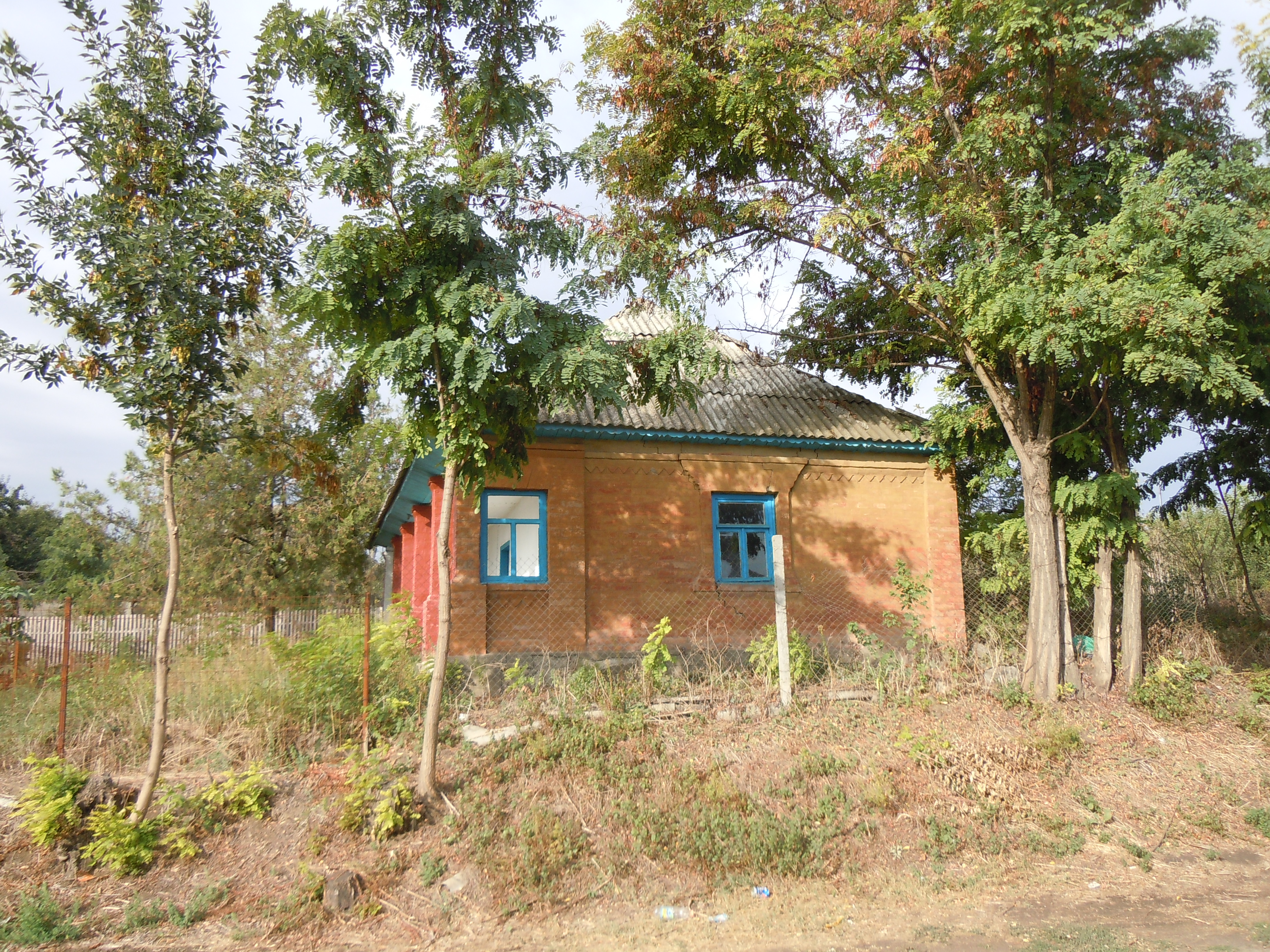
Casă veche
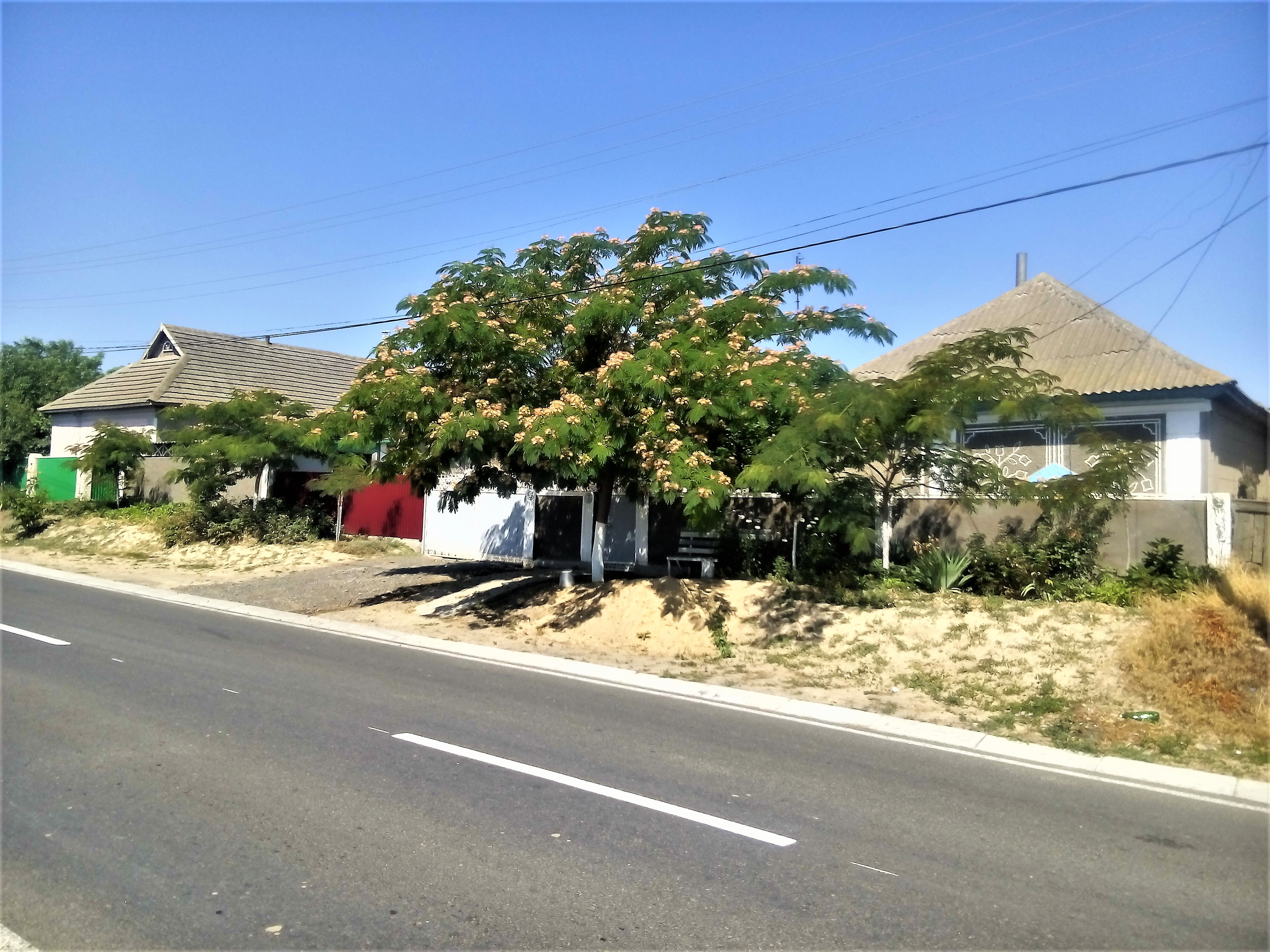
Case tipice
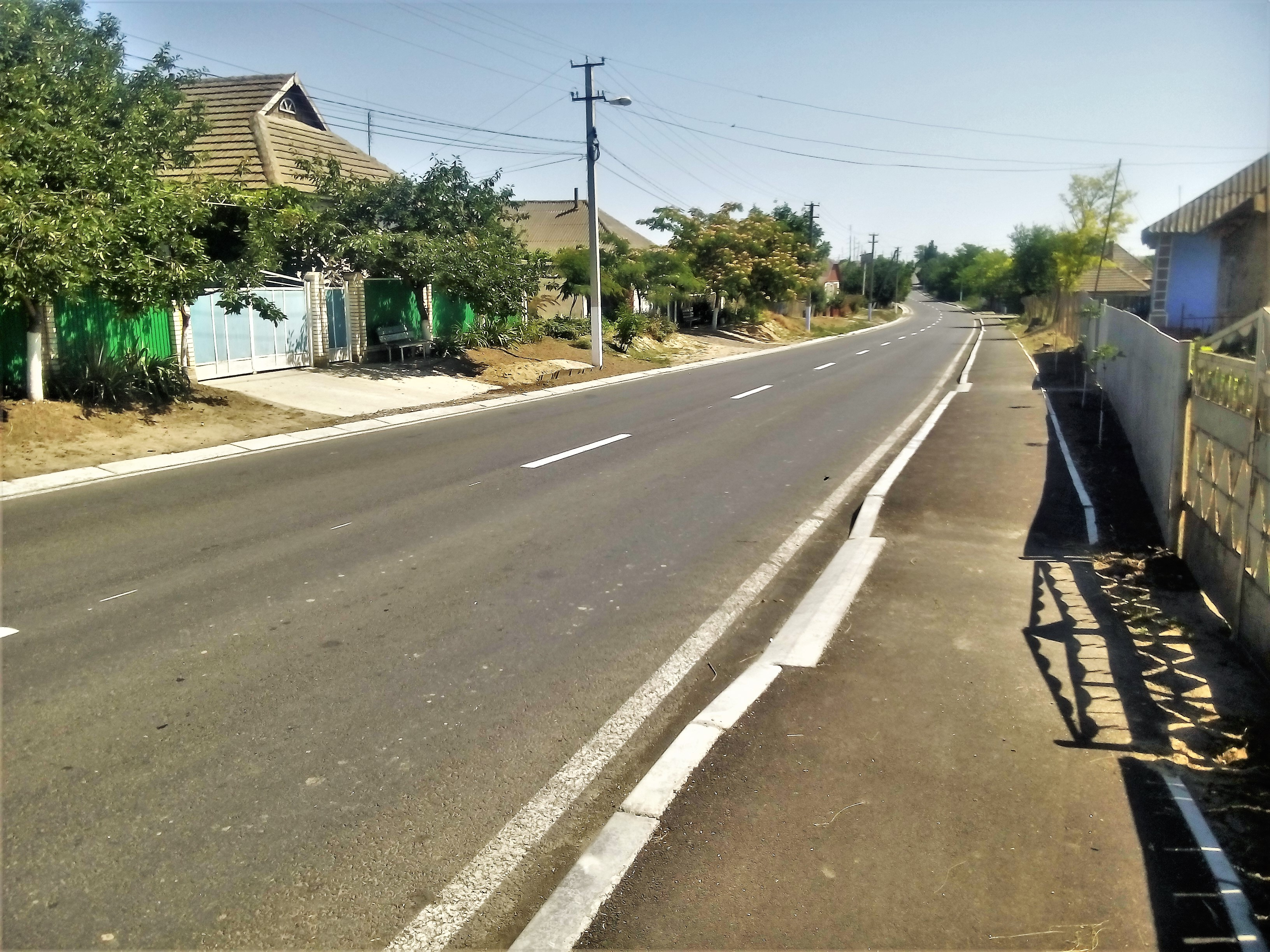
Strada centrală, autostrada Odesa–Reni, renovată în 2018.
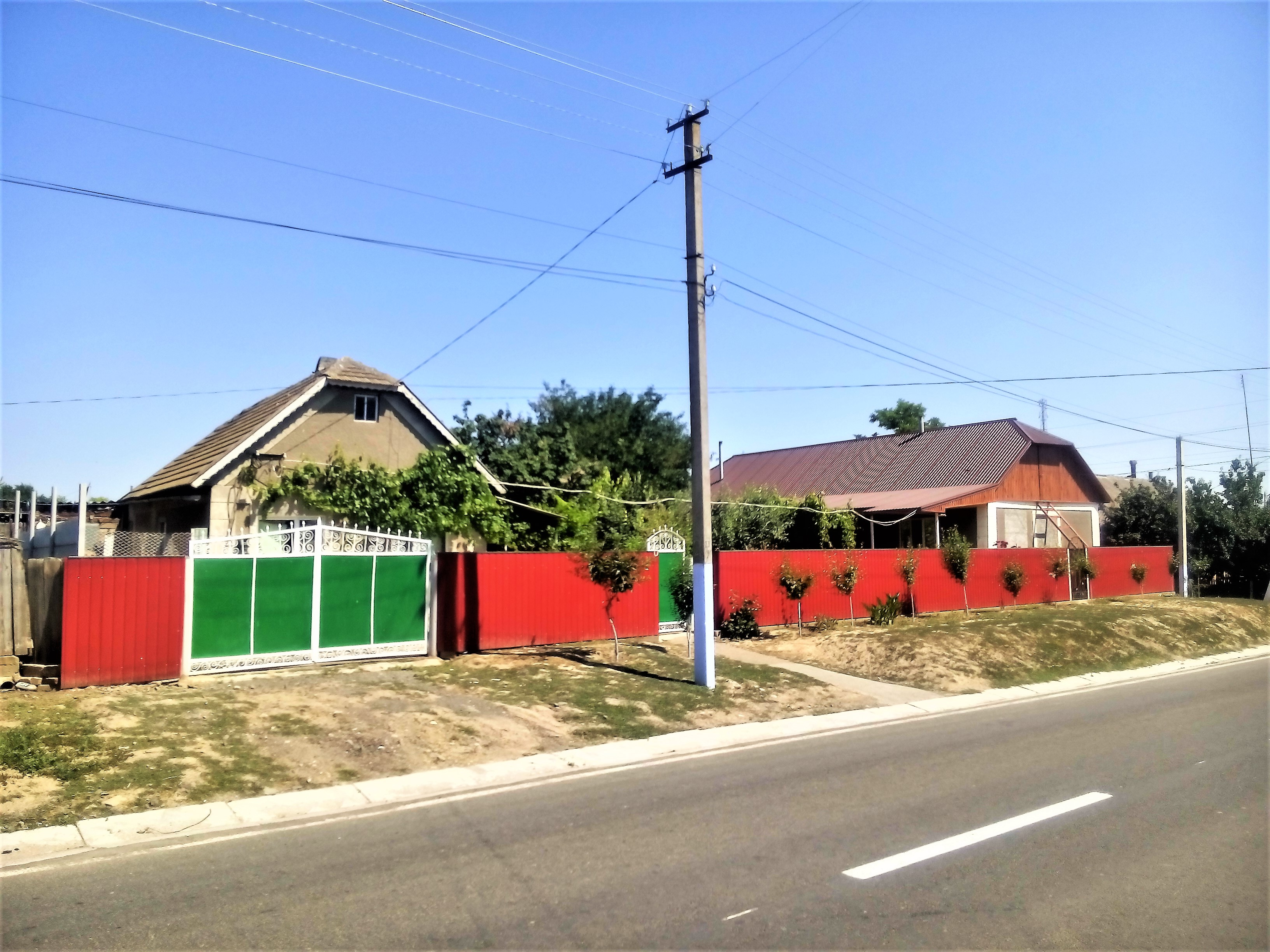
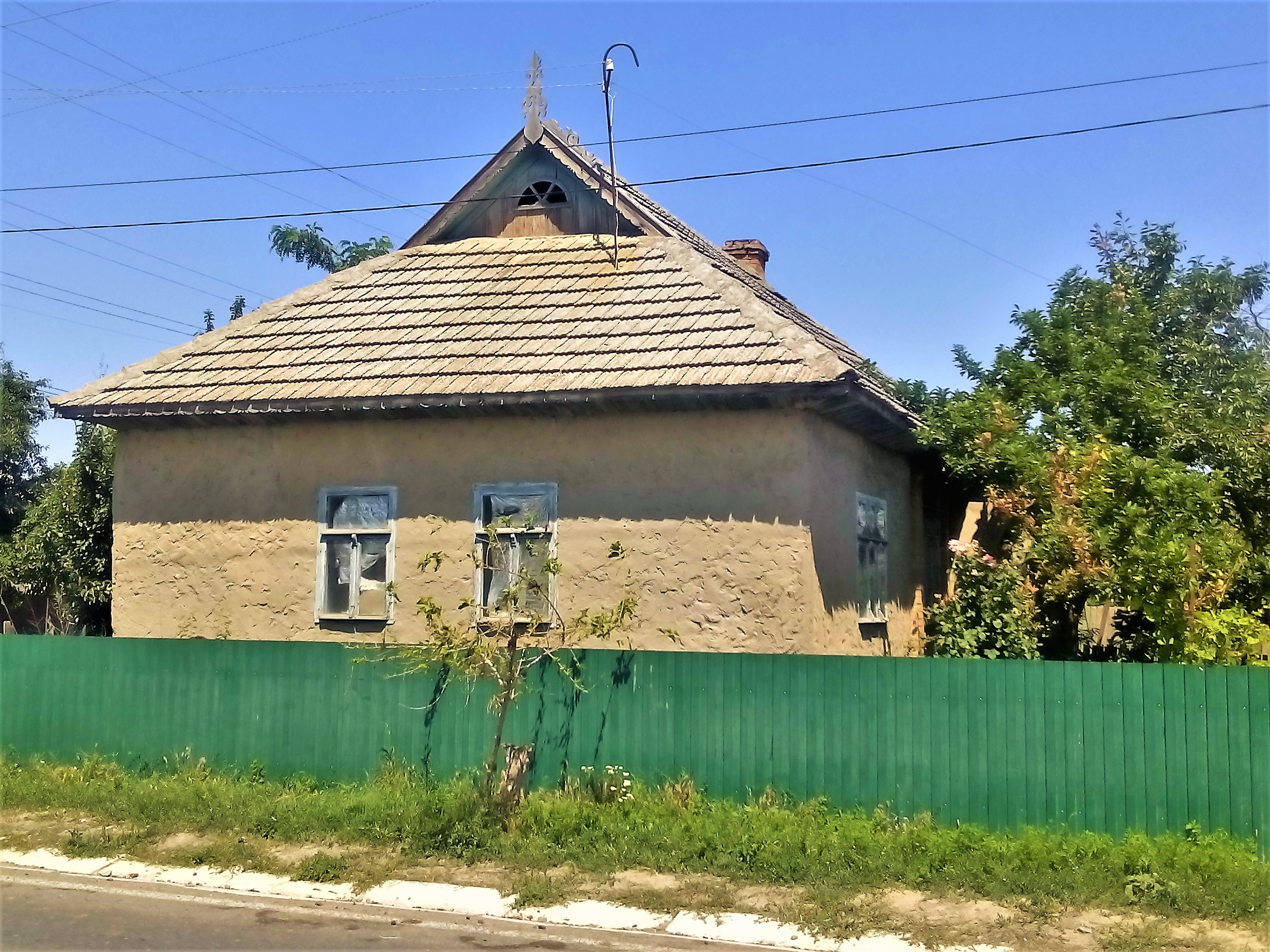
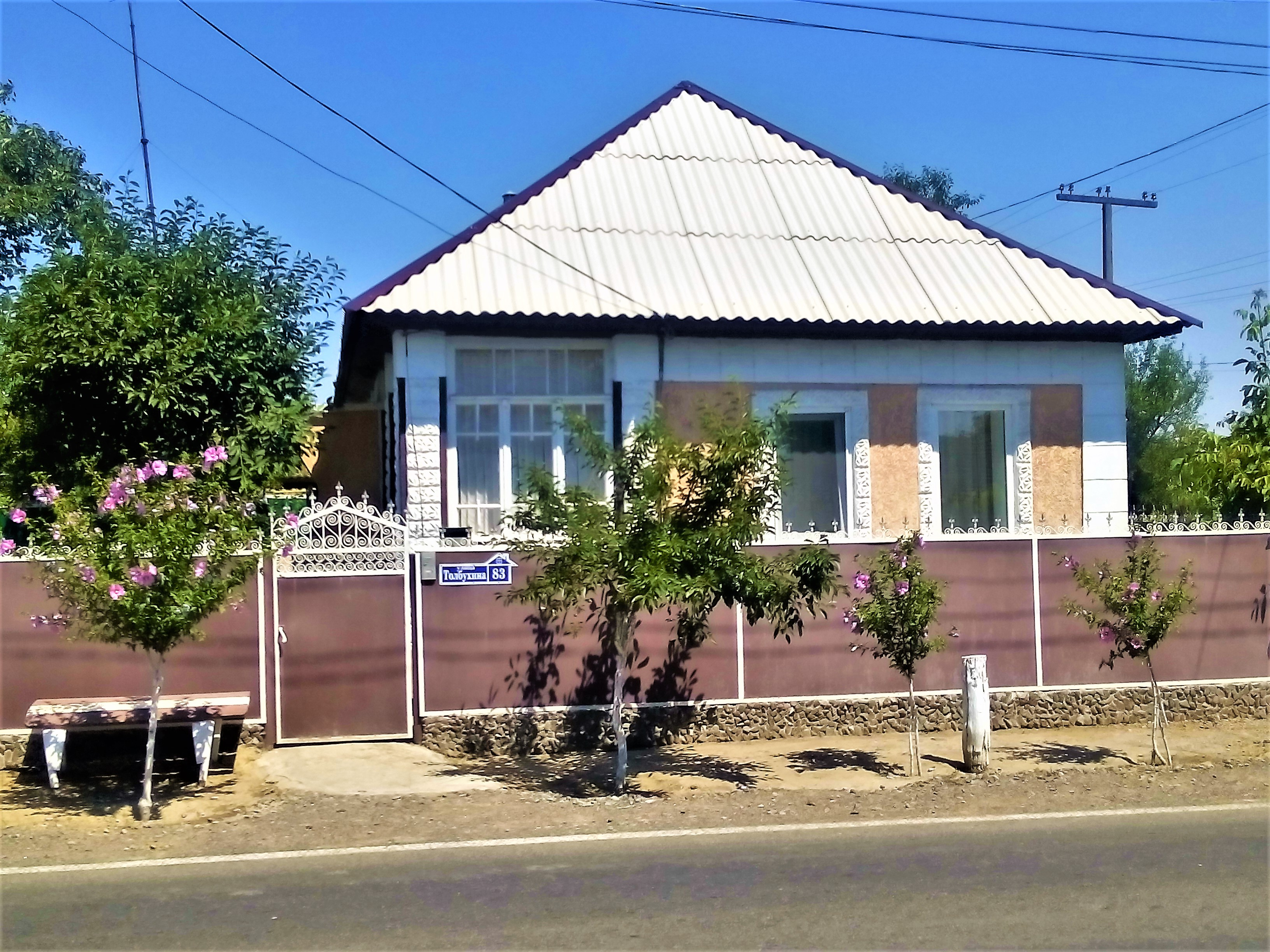
Casă pe str. Tolbuhin, 83
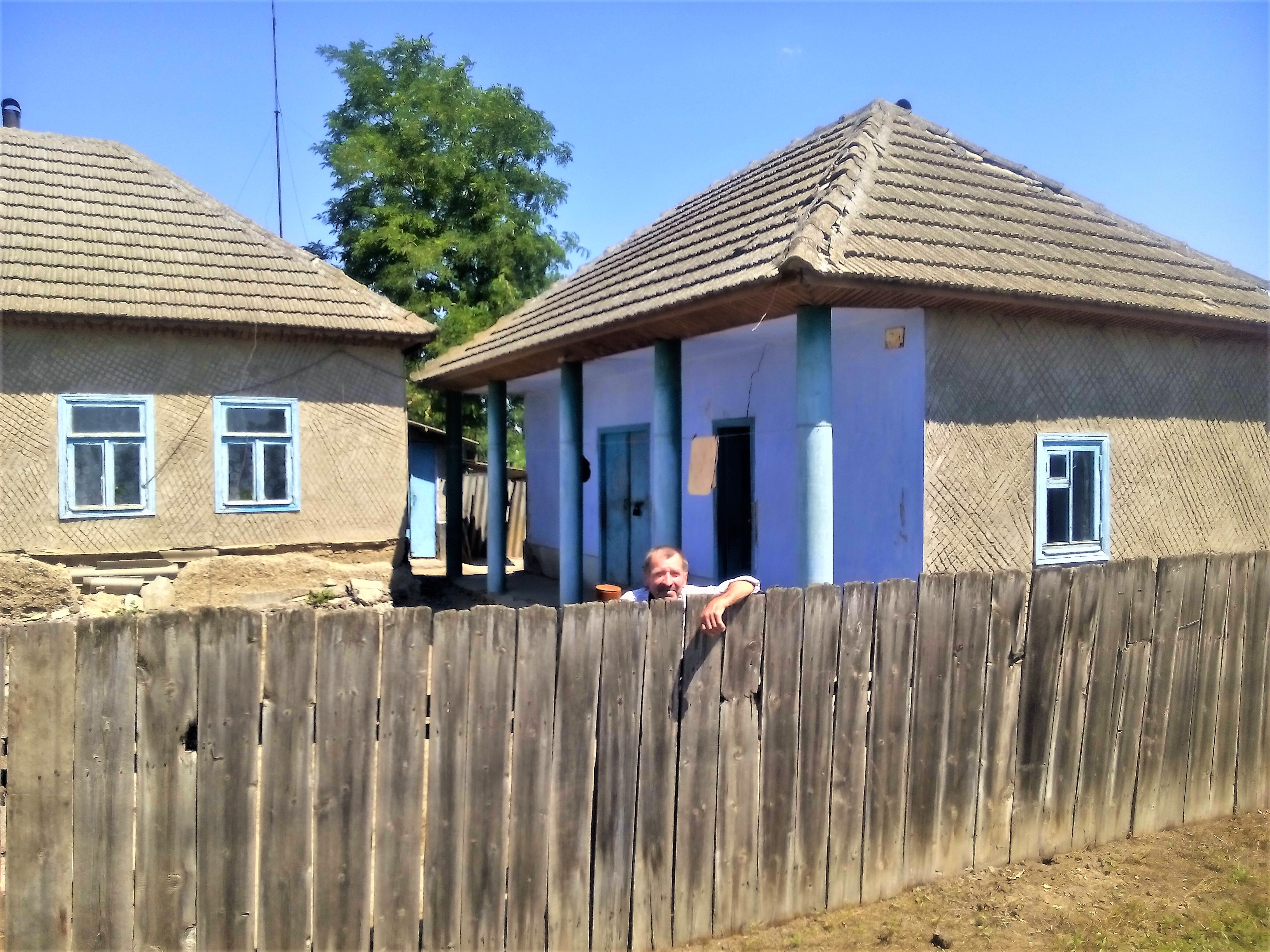
Sătean
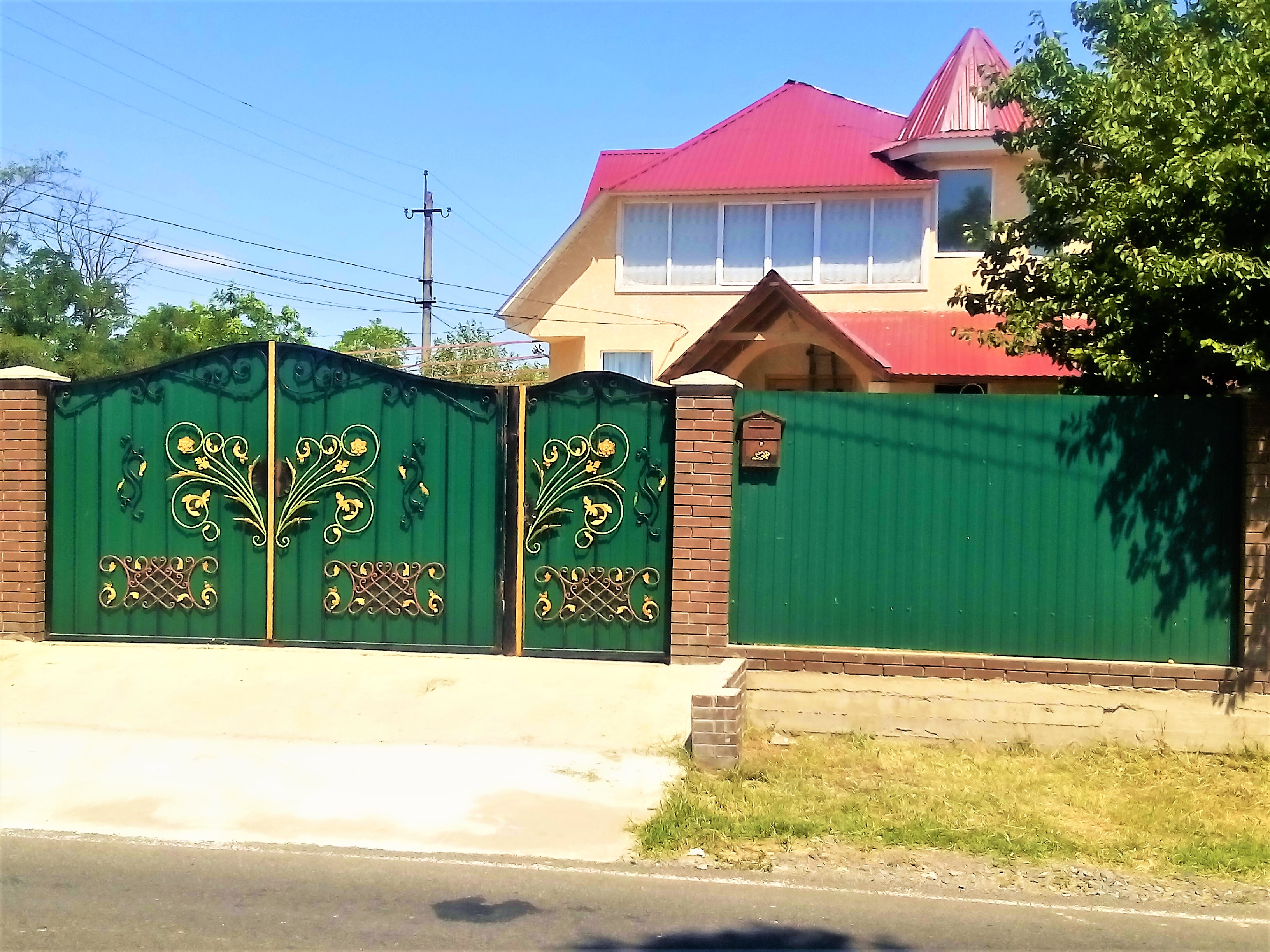
Casă nouă
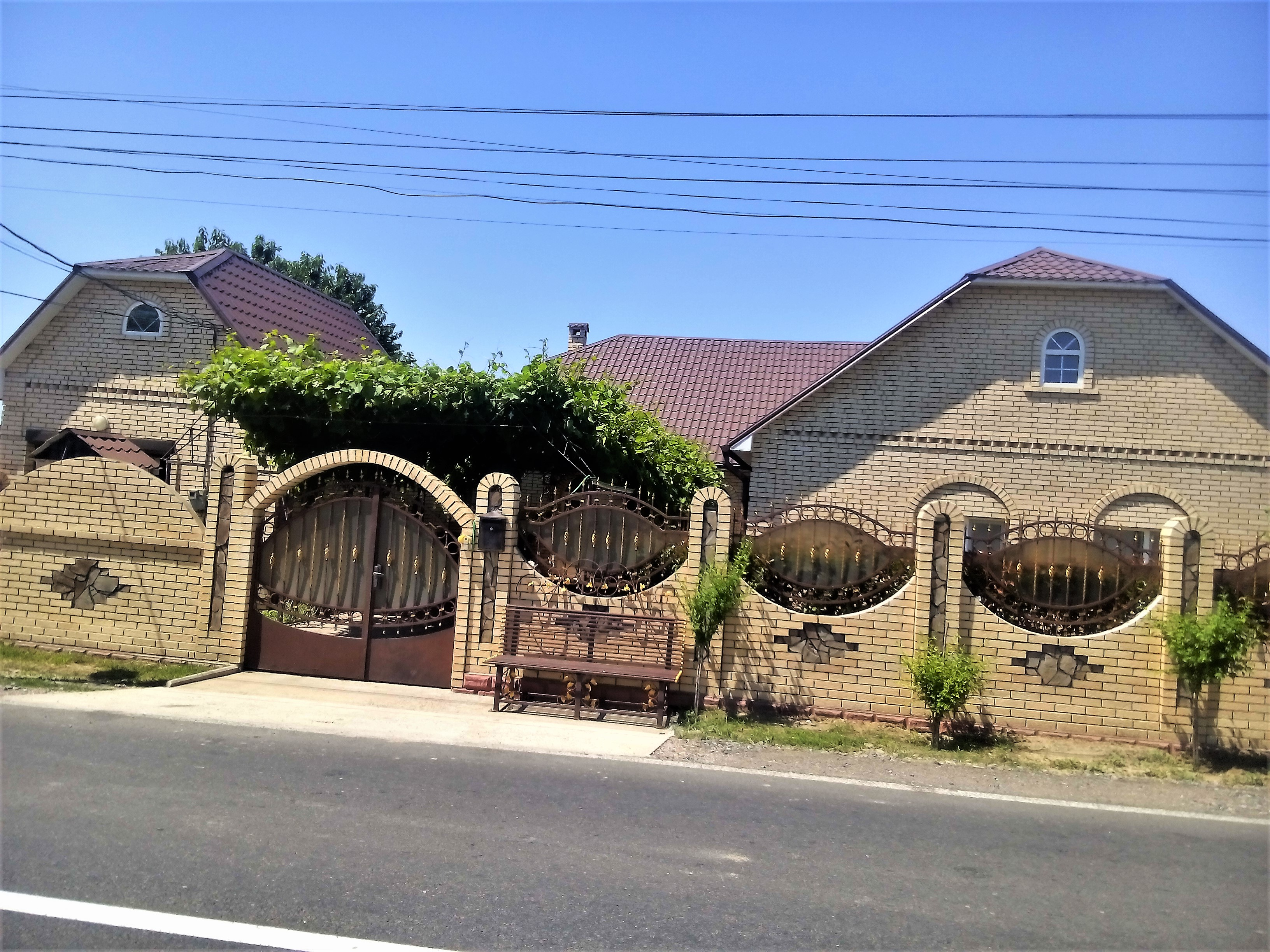
Casă nouă
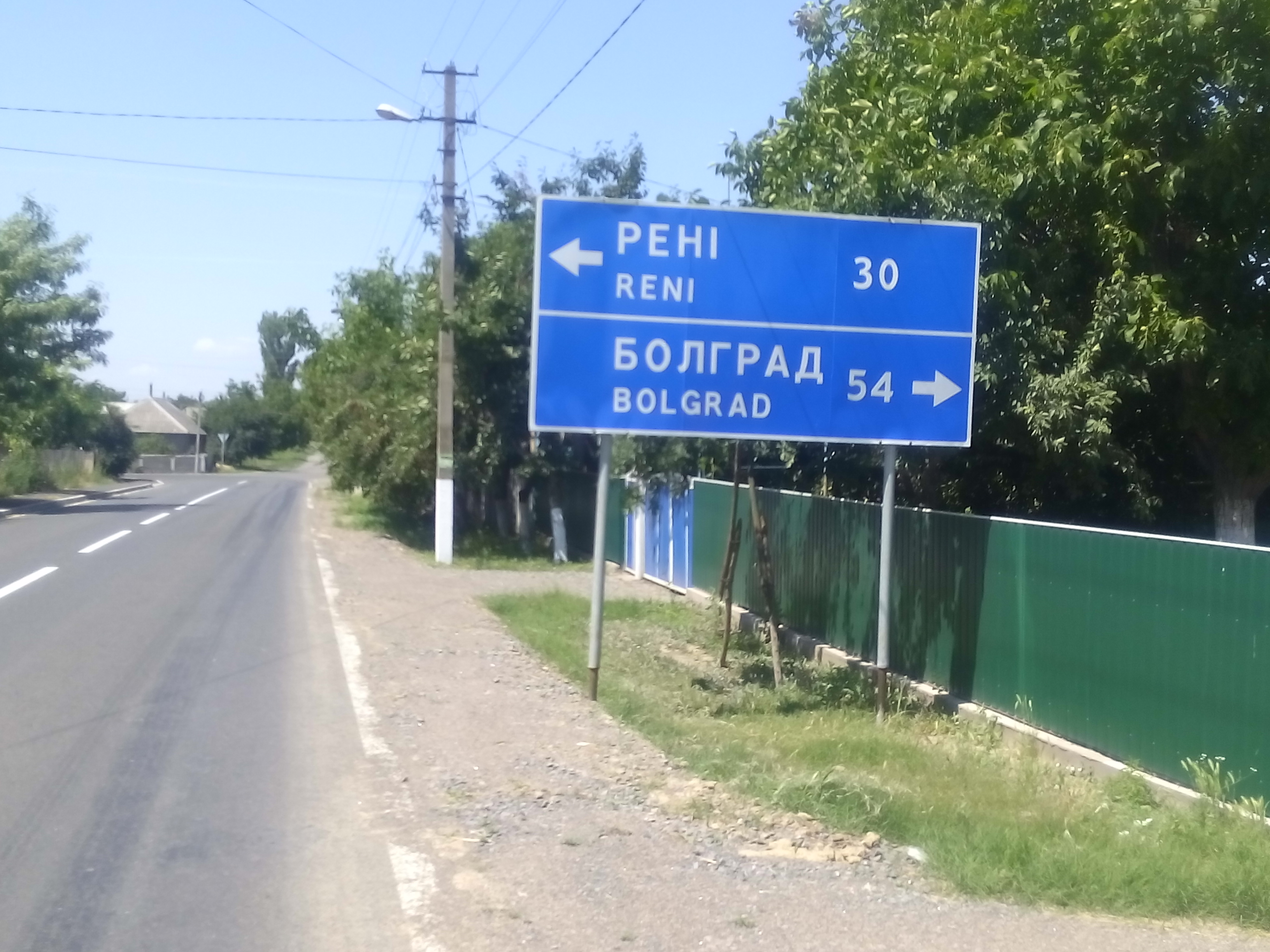
Indicatoare spre orașele cele mai apropiate
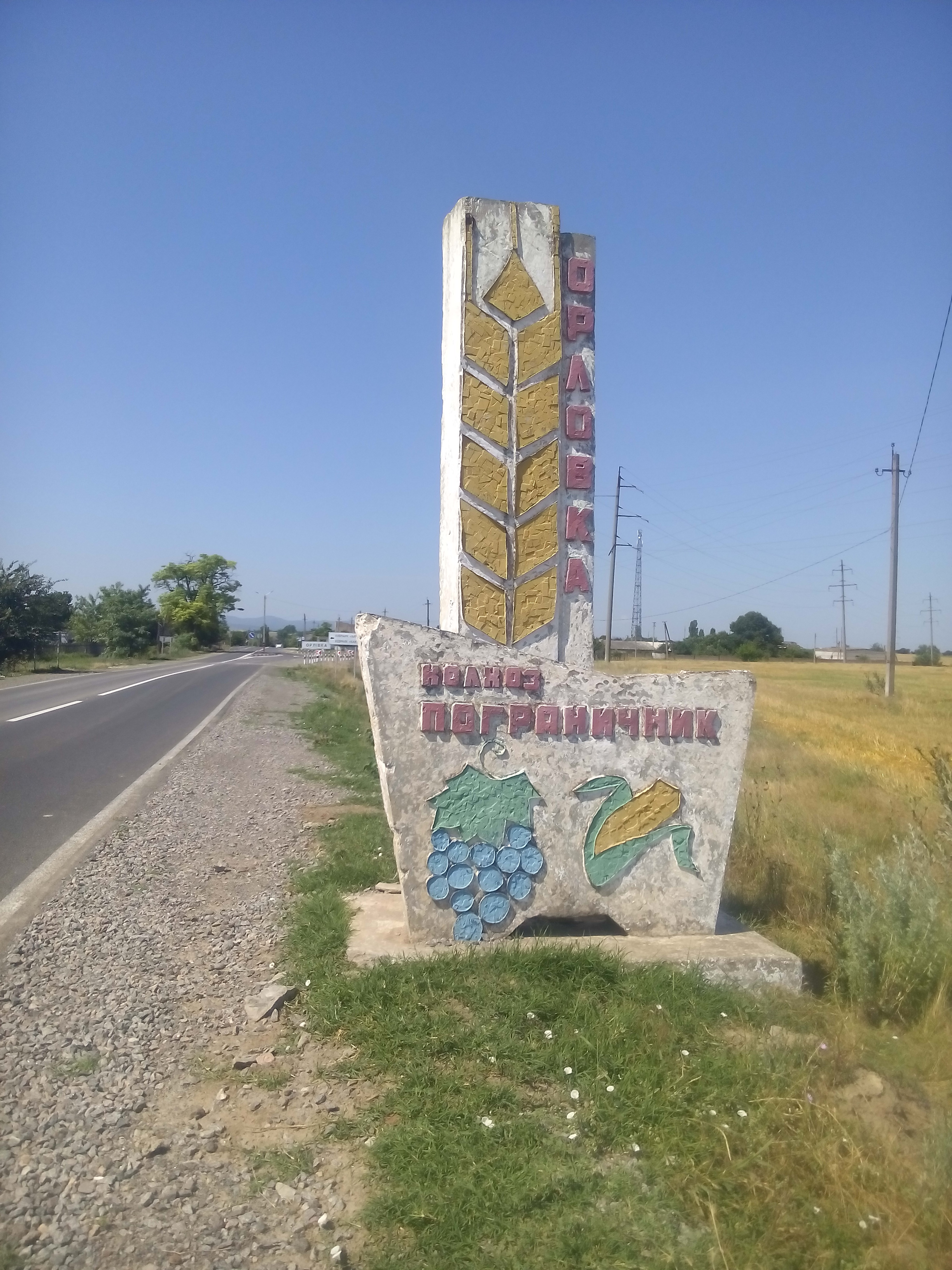
Monumentul colhozului din perioada sovietică
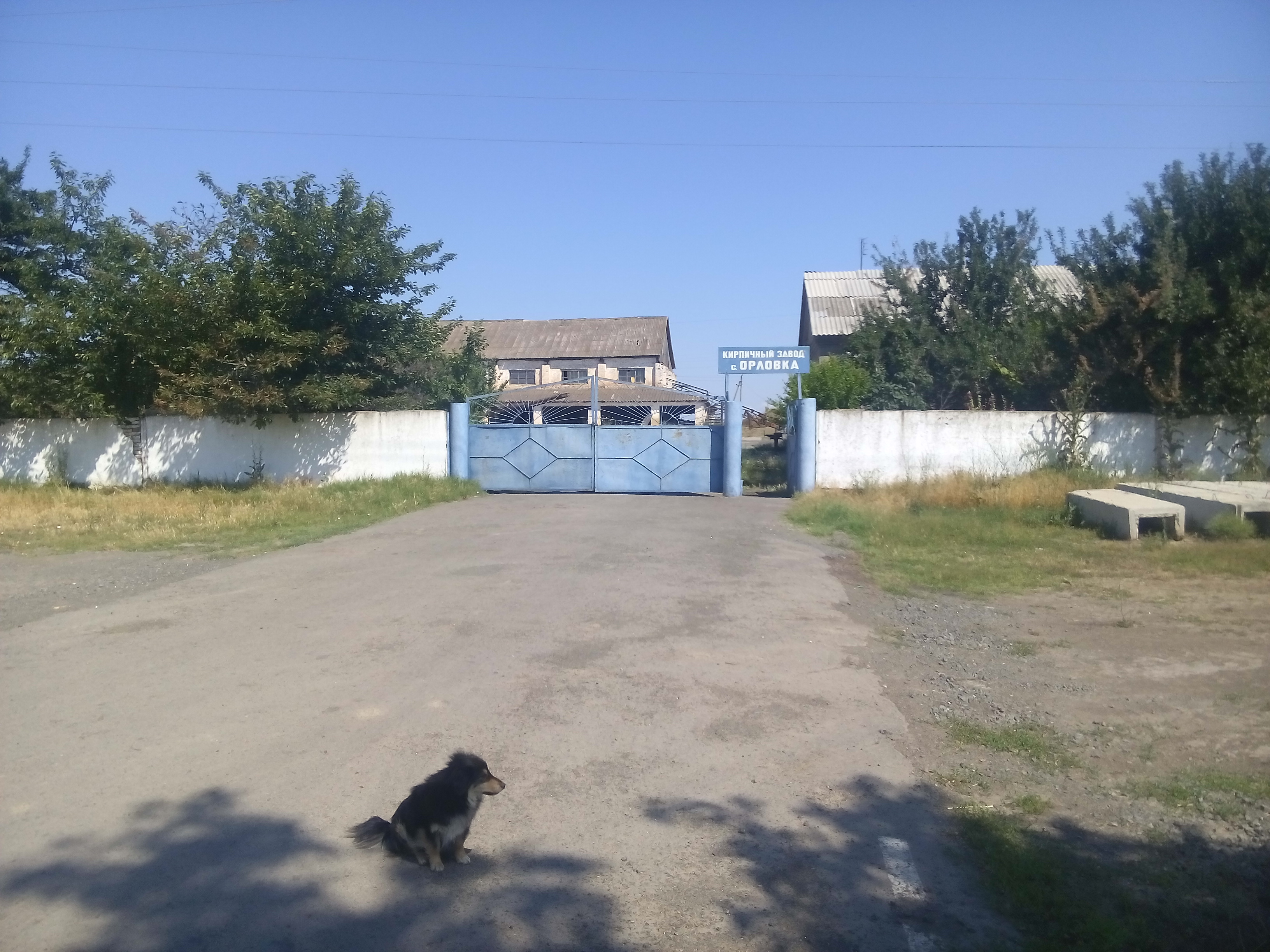
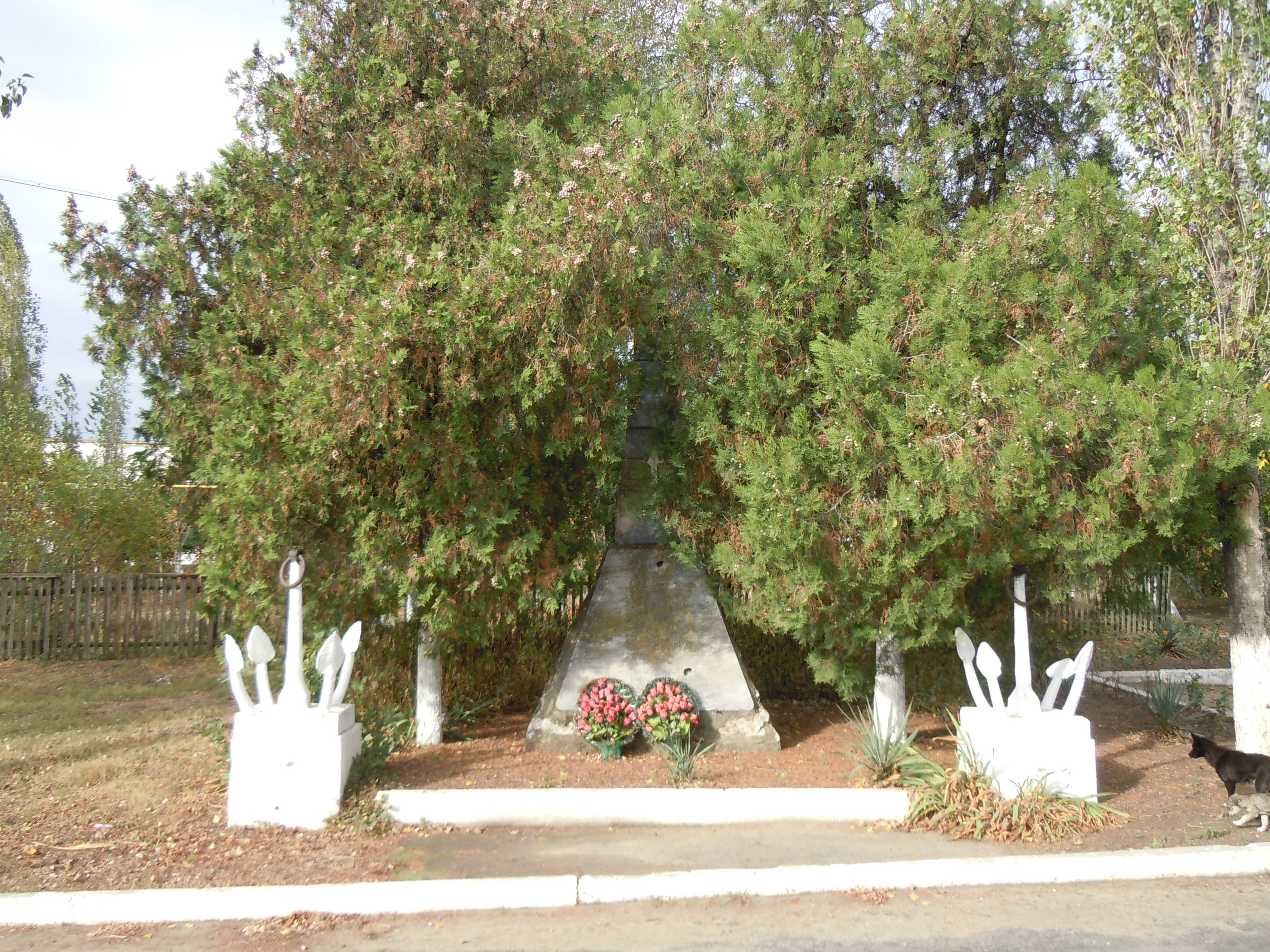
Monumentul participanților la Primul Război Mondial
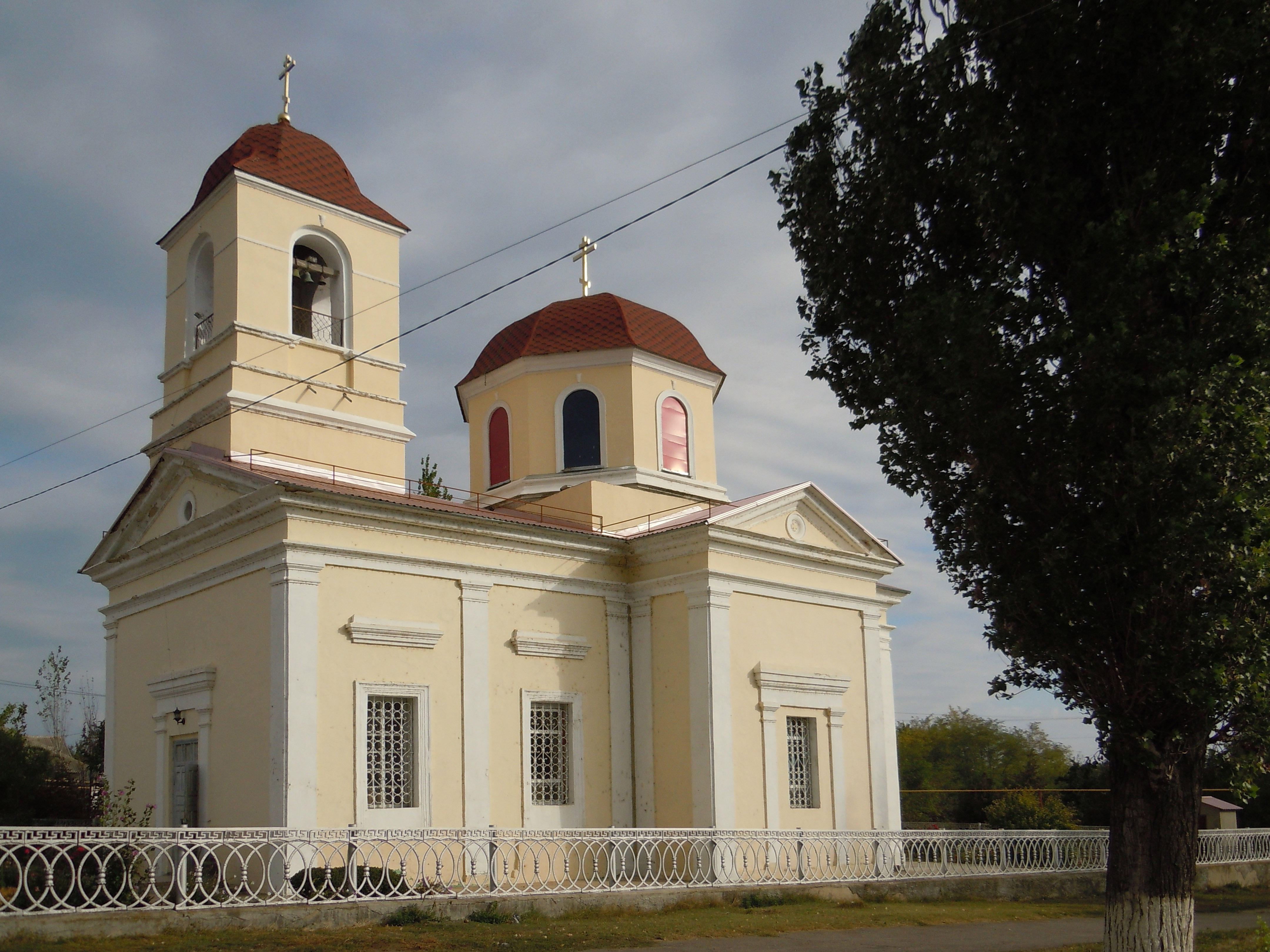
Biserica Sf. Nicolae